# Nettuno offre doni a Venezia
Nettuno offre doni a Venezia è un dipinto a olio su tela di Giambattista Tiepolo, realizzato tra il 1740 e il 1745. Si trova nel Palazzo Ducale di Venezia nella Sala delle Quattro Porte. Grazie a questa posizione il dipinto è tra i più noti dell'artista.

## Storia
La tela, di grandi dimensioni, è autografata dall'artista, e seppur non datata, è collocabile tra il 1740 e il 1745. 

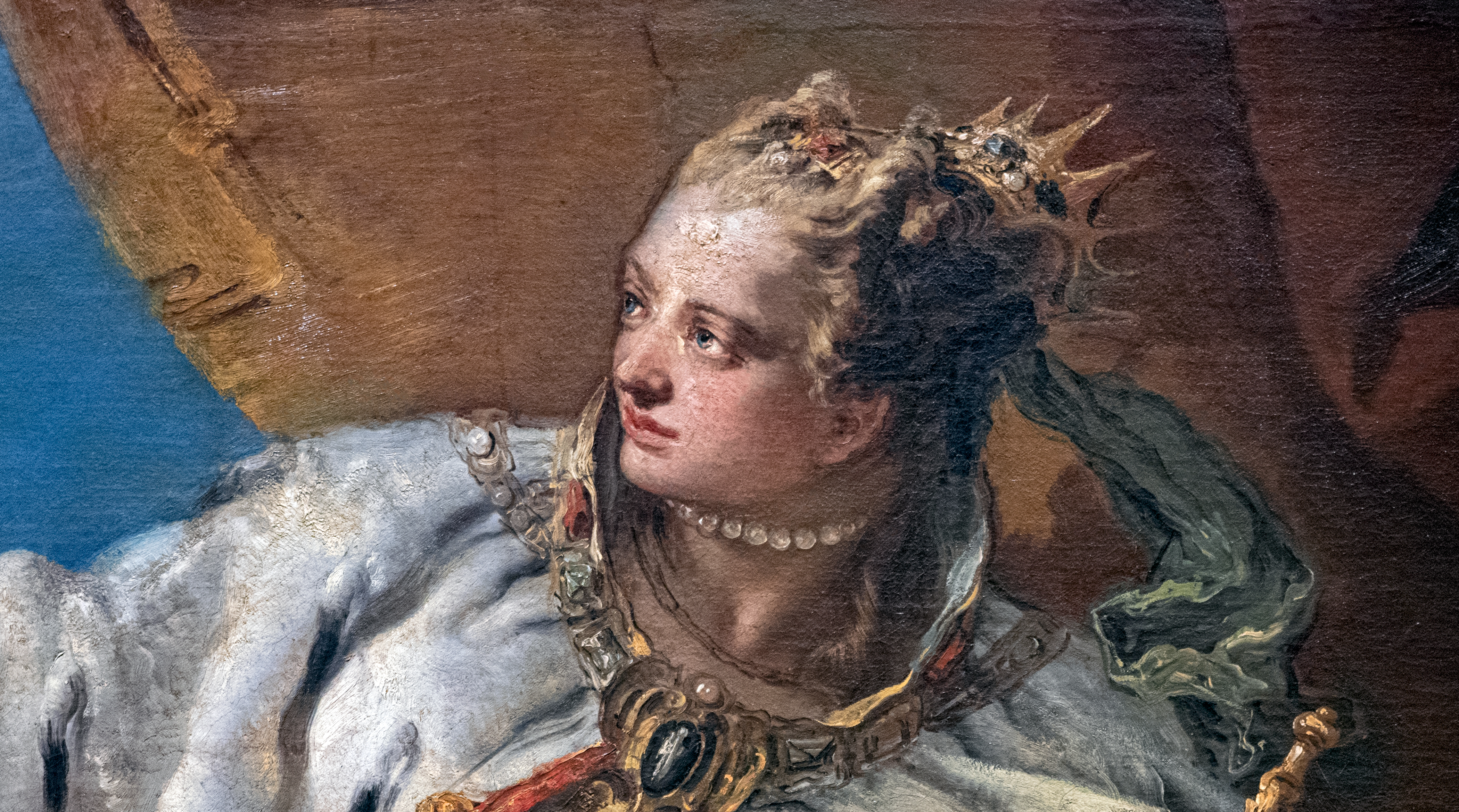
Particolare della personificazione di Venezia

Era stata commissionata all'artista, non si conosce esattamente quando, per essere posta come sovrapporta in sostituzione di un dipinto del XVI secolo deteriorato dal tempo per la Sala delle Quattro Porte: sala ricostruita su progetto di Andrea Palladio nel 1574 dopo l'incendio che l'aveva distrutta. Essa doveva celebrare e manifestare la ricchezza e la potenza della città a tutto il mondo..
Originariamente inserita sul soffitto, fu poi esposta su cavalletto di fronte alle finestre in modo che il visitatore potesse ammirarne i colori.

## Descrizione
Il dipinto raffigura la città di Venezia e Nettuno, il dio delle acque e delle correnti, ed ha una funzione celebrativa. 
La città è raffigurata come una giovane donna riccamente vestita con abiti cinquecenteschi; il manto bianco d'ermellino che l'avvolge presenta vistosi risvolti di un intenso arancione. È adornata da ori e gioielli composti da pietre preziose e perle, che vogliono celebrare la ricchezza della Serenissima. Il contrasto di colore riporta a lavori di Piazzetta, che influenzò l'artista fin dai primi anni della sua carriera.. La figura occupa quasi completamente la parte destra della tela. Accovacciato accanto a lei c'è il leone simbolo della città. Venezia poggia il braccio sinistro, nella cui mano trattiene lo scettro del potere, sul capo del mansueto e anziano felino, formando quasi un corpo unico.
Nettuno, che è collocato nella parte sinistra della tela, è raffigurato come un vecchio dai capelli scuri ma con la barba bianca, nell'atto di offrire la cornucopia ricolma di tesori. Il dipinto vuole onorare il mare quale fonte della ricchezza della città lagunare.